# Tasimia palpata
Tasimia palpata är en nattsländeart som beskrevs av Martin E. Mosely 1936. Tasimia palpata ingår i släktet Tasimia och familjen Tasimiidae. Inga underarter finns listade i Catalogue of Life.